# Zabrid´ (rejon użhorodzki)
Zabrid´ (ukr. Забрідь) – wieś na Ukrainie, w obwodzie zakarpackim, w rejonie użhorodzkim, w hromadzie Wielkie Berezne. W 2001 liczyła 1250 mieszkańców.
Znajduje się tu przystanek kolejowy Zabrid, położony na linii Sambor – Czop.